# 34319 Neilmilburn
34319 Neilmilburn è un asteroide della fascia principale. Scoperto nel 2000, presenta un'orbita caratterizzata da un semiasse maggiore pari a 3,0921908 au e da un'eccentricità di 0,1586632, inclinata di 3,40619° rispetto all'eclittica.